# الرجیع
الرجیع مکانی در عربستان سعودی در نزدیکی النجدیه است.  در زمان پیامبر اسلام محمد غزوه الرجیع در این مکان انجام شد. برخی مردها از محمد درخواست کردند که مربیانی بفرستد تا اسلام را به آنها بیاموزند،  اما مردها از دو قبیله خزیمه که خواهان انتقام قتل خالد بن سفیان توسط پیروان محمد بودند، رشوه گرفتند.  به گفته ویلیام مونتگومری وات ، هفت مردی که محمد فرستاده بود ممکن است جاسوسان محمد و مربی قبایل عرب بوده باشند.  ادعای وات مبنی بر جاسوس بودن آنها نه مبلغ در مجموعه حدیثی اهل سنت صحیح البخاری آمده است 

## همچنین ببینید
- فهرست غزوه های محمد